# フレンチ・マーケット

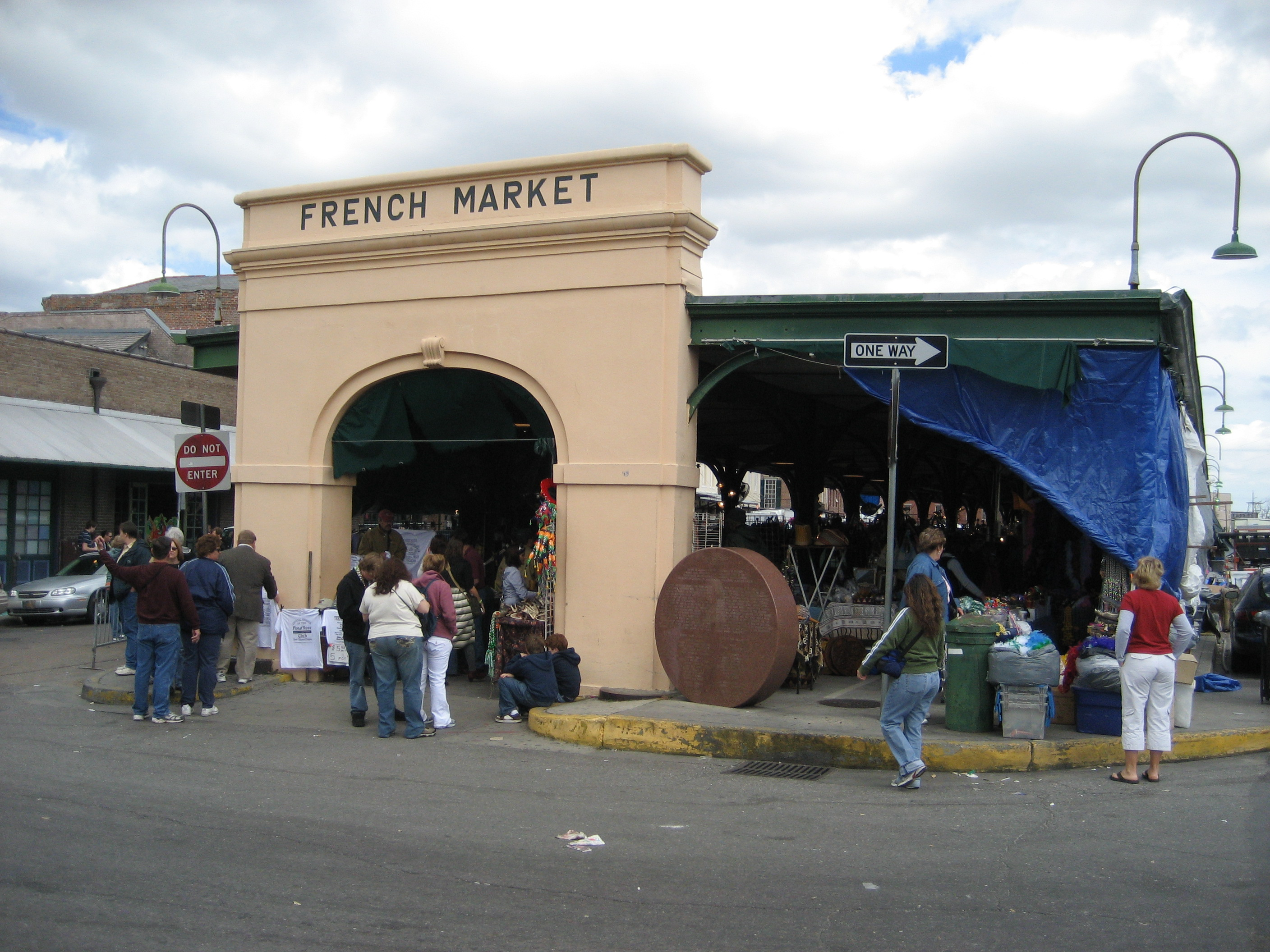
市場の入口

フレンチ・マーケット（英語: French Market）は、アメリカ合衆国ルイジアナ州ニューオーリンズのフレンチ・クオーターの中に位置する市場 (フリーマーケット、農作物市場など)を含む一角。その歴史は1791年まで遡り、アメリカで最も古い市場として知られている。市場には、生鮮食料品から土産物、骨董品に至るまで様々な商品が並ぶ。

## 位置
フレンチ・クオーターの南東、ミシシッピ川、エスプラネード・アベニュー寄りの一角に位置している。北東側はニューオーリンズ造幣局、北西側はディケイター・ストリートと接している。

## 歴史

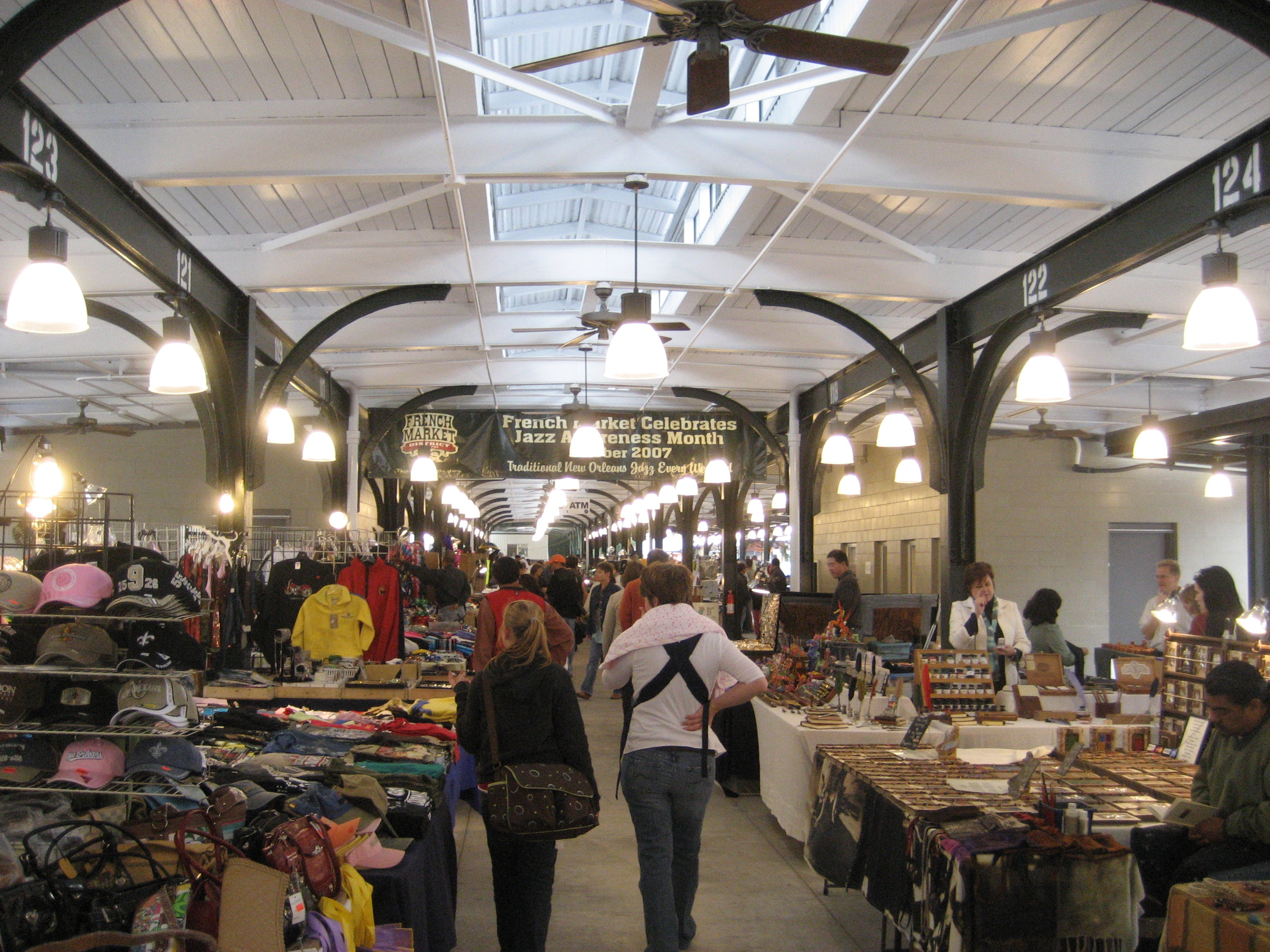
市場の建物の内部

フレンチ・マーケットの歴史は、ニューオーリンズがスペインの植民地だった1791年にまで遡る。この頃始まった農作物市場がその起源である。当時は、ネイティブ・アメリカンたちの商業の場として機能していた。
1811年には、今日コーヒーショップのカフェデュモンドがある場所に、市によって初めての市場の建物が建設されたが、その翌年にハリケーンによって倒壊してしまった。市はすぐに建物の再建を進め、1813年に完成。この建物には肉屋が出店し、「肉市場 (英語: the Meat Market; 仏: Halle des Boucheries)」と呼ばれていた。当時は、ここがフレンチ・クオーター内で唯一生肉が買える場所であった。
この建物のジャクソン・スクウェア側に1862年、カフェデュモンドが開店。建物は幾度となく改修され、世界恐慌の頃には相当の建て直しも行われたものの、現在もいまだ建設当時の建物が残っている。
1822年になると、肉に続いて野菜市場（英語: the Vegetable Market、フランス語: Halle des Légumes）も開設され、市場は拡大していった。
これらの市場がフレンチ・マーケットと呼ばれるようになったのは19世紀の半ば頃のこと。元々スペイン領時代に設立された市場であるにもかかわらずフランスの名を冠したのは、この地域がフランス系の人々の居住地域であり、マーケットで働く人々の多くがクレオールなどのフランス系だったからである。
南北戦争が終わった1870年、バザー市場の建物が建設され、164コマの店舗スペースが設けられた。この建物は1915年のハリケーンで倒壊したが、1930年に再建された。その後改装され、現在では店舗やブティックとなっている。
現在、市場は週7日間、日中に営業している。

## 著名な店
カフェデュモンド
ジャクソン・スクウェアの正面に位置するコーヒーショップ
アント・サリーのプラリネ・ショップ
プラリネの他食材やキッチン用品などの土産物を販売している

## 参照
1. ↑  https://www.frenchmarket.org/
2. ↑  NewOrleans.com - French Quarter History
3. 1 2  FrenchQuarter.com: Old French Market
4. ↑  FRENCH MARKET : HISTORY